# Danièle Delorme
Danièle Delorme, pseudoniem van Gabrielle Danièle Marguerite Andrée Girard (Levallois-Perret, 9 oktober 1926 – Parijs, 17 oktober 2015), was een Franse actrice en filmproducente.

## Leven en werk

### Opleiding en beginjaren
Danièle Delorme werd geboren als de dochter van schilder-tekenaar en verzetsman André Girard. Ze studeerde piano en droomde al van een carrière als soliste maar de Tweede Wereldoorlog maakte hieraan een einde. In Cannes waar ze een veilig onderkomen had gevonden, volgde ze toneelles bij Jean Wall. In 1942 trad ze toe tot het theatergezelschap van Claude Dauphin. In die periode gaf Marc Allégret haar een bijrol in het drama Félicie Nanteuil maar deze film verscheen pas in de zalen na de oorlog. In 1944 was ze voor het eerst te zien onder haar echte naam, in Allégrets tragikomedie Les Petites du quai aux fleurs waarin ook Gérard Philipe debuteerde.
Na de Tweede Wereldoorlog bekwaamde ze zich verder door toneellessen bij Tania Balachova en René Simon te volgen. Ze speelde figurantenrolletjes totdat ze een belangrijker personage mocht vertolken in de dramatische fantasyfilm Les jeux sont faits (Jean Delannoy, 1947), de verfilming van Sartres gelijknamige roman.

### Doorbraak en succes in de jaren vijftig
Haar vertolking van de titelrol 'Gigi', de heldin van de gelijknamige roman van Colette, in de komedie Gigi (Jacqueline Audry, 1949) zorgde voor haar doorbraak. Plotseling werd ze de nieuwste jonge meisje-vedette, een en al schroom, elegantie en ingehouden passie. Gigi was de eerste van een hele reeks films waarin ze de kwetsbare en soms huilerige heldin belichaamde en waarvan Miquette et sa mère (Henri-Georges Clouzot, 1950) de bekendste was, net zoals Sans laisser d'adresse (1951) en Les Misérables (1958), twee drama's van Jean-Paul Le Chanois. Delorme bleef Audry trouw en werkte meermaals met haar samen, onder anderen in de komedies Minne, l'ingénue libertine (1950) en Mitsou (1956), twee andere verfilmingen van romans van Colette waarin ze telkens de titelrol voor haar rekening nam.
In 1951 was ze echter ook te zien in een totaal ander werk: Traité de bave et d'éternité, een experimentele film van Isidore Isou, een artistieke duizendpoot van Roemeense afkomst en de schepper van het lettrisme. De film veroorzaakte een schandaal in de marge van het Filmfestival van Cannes. In 1952 vertolkte ze de loyale echtgenote van Daniel Gélin (in het echte leven toen haar man) in de tragikomedie Les Dents longues, de enige film die Gélin draaide. In 1956 bewees ze onder regie van Julien Duvivier dat ze ook meer duistere personages aan kon: in het drama Voici le temps des assassins speelde ze een geslepen jonge vrouw die uit is op het fortuin van een oudere heer.

### Toneel
Dertig jaar lang, tussen 1946 en 1976, keerde ze regelmatig terug naar het toneel op zoek naar gelaagder personages. Ze vertolkte zowel hedendaagse Franse toneelauteurs zoals Anouilh, Ionesco, Achard en Salacrou als Ibsen, Shaw en Pirandello. Ze nam zo'n rollen aan omdat ze het beu was in de filmwereld getypecast te worden als de argeloze jonge vrouw.

### Producente
Vanaf het begin van de jaren zestig verscheen ze minder en minder op het grote scherm. Ze legde zich toe op haar werk als filmproducente voor het productiehuis La Guéville dat ze samen met haar tweede echtgenoot Yves Robert had opgericht. Hun eerste productie was meteen een voltreffer: Roberts komedie La Guerre des boutons was in Frankrijk de meest succesvolle Franse film van 1962. Andere komedies van Robert zoals Alexandre le bienheureux (1968) volgden. Vanaf 1978 hield ze zich nog bijna uitsluitend bezig met haar productieactiviteiten. Ze maakte hierbij soms niet voor de hand liggende keuzes: zo produceerde ze drie vroege films van Jacques Doillon (La Femme qui pleure in 1979, La Drôlesse ook in 1979, en La Fille prodigue in 1980) en drie vroege werken van Alain Cavalier (Le Plein de super in 1976, Martin et Léa in 1978 en Un étrange voyage in 1980).

### Jaren zeventig
In de jaren zeventig speelde ze nog enkele hoofdrollen in twee komedies van haar man en in een paar vermeldenswaardige films zoals Le Voyou (Claude Lelouch, 1970) en Belle (André Delvaux, 1973). In Absences répétées (Guy Gilles, 1972) vertolkte ze samen met haar man de ouders van het hoofdpersonage. Daarna volgden alleen nog enkele bijrolletjes. In 2001 verscheen ze voor het laatst, in de korte film La Vie sans secret de Walter Nions, het debuut van haar kleinzoon Hugo Gélin.

### Televisie
Delorme werkte ook af en toe voor de televisie. In 1980 gaf ze in La Naissance du jour gestalte aan de schrijfster Colette wier personages ze als jonge actrice meermaals had vertolkt. Tussen 1994 en 1999 nam ze de titelrol van directrice van een Parijs lyceum voor haar rekening in de vier eerste seizoenen van de televisieserie Madame le Proviseur.

### Privéleven
Tussen 1945 en 1955 was ze gehuwd met Daniel Gélin. Ze is de moeder van Xavier Gélin. In 1956 scheidde ze van Gélin. In datzelfde jaar hertrouwde ze met Yves Robert. Ze bleven getrouwd tot aan zijn overlijden in 2002.
Delorme overleed in 2015 op 89-jarige leeftijd na jarenlange ziekte.

## Filmografie

### Actrice

#### Bioscoopfilms (selectie)
- 1942 – La Belle Aventure (Marc Allégret) (als Danièle Girard)
- 1942 – Félicie Nanteuil (Marc Allégret) (uitgebracht in 1945)
- 1944 – Les Petites du quai aux fleurs (Marc Allégret)
- 1946 – Lunegarde (Marc Allégret)
- 1947 – Les jeux sont faits (Jean Delannoy)
- 1948 – Impasse des Deux-Anges (Maurice Tourneur)
- 1949 – Gigi (Jacqueline Audry)
- 1950 – Miquette et sa mère (Henri-Georges Clouzot)
- 1950 – Minne, l'ingénue libertine (Jacqueline Audry)
- 1950 – Souvenirs perdus (Christian-Jaque) (sketchenfilm, episode Une cravate de fourrure)
- 1951 – Sans laisser d'adresse (Jean-Paul Le Chanois)
- 1951 – Traité de bave et d'éternité (Isidore Isou)
- 1952 – Les Dents longues (Daniel Gélin)
- 1952 – La Jeune Folle (Yves Allégret)
- 1953 – Si Versailles m'était conté... (Sacha Guitry)
- 1954 – Huis clos (Jacqueline Audry)
- 1955 – Le Dossier noir (André Cayatte)
- 1956 – Mitsou  (Jacqueline Audry)
- 1956 – Voici le temps des assassins (Julien Duvivier)
- 1958 – Les Misérables (Jean-Paul Le Chanois)
- 1958 – Ni vu... Ni connu... (Yves Robert)
- 1961 – Le Septième Juré (Georges Lautner)
- 1962 – Cléo de 5 à 7 (Agnès Varda)
- 1970 – Le Voyou (Claude Lelouch)
- 1972 – Absences répétées (Guy Gilles)
- 1973 – Belle (André Delvaux)
- 1976 – Un éléphant ça trompe énormément (Yves Robert)
- 1977 – Nous irons tous au paradis (Yves Robert)
- 1977 – La Barricade du point du jour (René Richon)
- 1982 – Qu'est-ce qui fait courir David ? (Élie Chouraqui)
- 1990 – Bal perdu (Daniel Benoin)
- 1995 – Sortez des rangs (Jean-Denis Robert)
- 2001 – La Vie sans secret de Walter Nions (Hugo Gélin) (korte film)

#### Televisie (selectie van televisiefilms)
- 1980 – La Naissance du jour (Jacques Demy)
- 1988 – L'Affaire Saint-Romans (Michel Wyn)
- 1990 – L'Ami Giono : le déserteur (Gérard Mordillat)
- 1991 – La Grande Dune (Bernard Stora)
- 1994-1999 – Madame le Proviseur (televisieserie)

### Producente (selectie)
- 1961 – La Guerre des boutons (Yves Robert)
- 1963 – Bébert et l'Omnibus (Yves Robert)
- 1965 – Les Copains (Yves Robert)
- 1967 – La Chinoise (Jean-Luc Godard)
- 1968 – Alexandre le bienheureux (Yves Robert)
- 1970 – Le Distrait (Pierre Richard)
- 1973 – Salut l'artiste (Yves Robert)
- 1975 – Que la fête commence (Bertrand Tavernier)
- 1976 – Le Plein de super (Alain Cavalier)
- 1979 – Een vrouw tussen hond en wolf (André Delvaux)
- 1979 – La Femme qui pleure (Jacques Doillon)
- 1979 – La Drôlesse (Jacques Doillon)
- 1979 – Martin et Léa (Alain Cavalier)
- 1981 – Un étrange voyage (Alain Cavalier)
- 1981 – La Fille prodigue (Jacques Doillon)
- 1982 – Qu'est-ce qui fait courir David ? (Élie Chouraqui)
- 1984 – Le Jumeau (Yves Robert)
- 1988 – Fréquence meurtre (Élisabeth Rappeneau)
- 1990 – La gloire de mon père (Yves Robert)
- 1996 – Sortez des rangs (Jean-Denis Robert)
- 2002 – À l'abri des regards indiscrets (Ruben Alves en Hugo Gélin)
- 2007 – U.V. (Gilles Paquet-Brenner)